# Relaciones Egipto-Estados Unidos
Las relaciones Egipto-Estados Unidos son las relaciones diplomáticas entre Egipto y Estados Unidos. Los Estados Unidos tuvieron tratos mínimos con Egipto cuando fue controlado por el Imperio Otomano (antes de 1882) y Gran Bretaña (1882–1945).
El presidente Gamal Abdel Nasser (1956–70) antagonizó a los Estados Unidos con sus políticas prosoviéticas y su retórica antiisraelí, pero los Estados Unidos lo mantuvieron en el poder al obligar a Gran Bretaña y Francia a poner fin de inmediato a su invasión en 1956. Estados Unidos La política ha sido proporcionar un fuerte apoyo a los gobiernos que apoyaron los intereses de Estados Unidos e Israel en la región, especialmente los presidentes Anwar Sadat (1970–81) y Hosni Mubarak (1981–2011).

## Historia
Las relaciones entre Egipto y los Estados Unidos se remontan a finales del siglo XIX.

### Años 20
Las relaciones modernas se establecieron en 1922 cuando los Estados Unidos reconocieron la independencia de Egipto de un estado de protectorado de Reino Unido.

### Años 50
En 1956, los EE. UU. se alarmaron por los lazos más estrechos entre Egipto y la Unión Soviética, y prepararon el OMEGA Memorandum como un palo para reducir el poder regional del presidente Gamal Abdel Nasser. Cuando Egipto reconoció a  China Comunista, los Estados Unidos terminaron las conversaciones sobre la financiación de la Presa de Aswan, un proyecto de gran prestigio muy deseado por Egipto. La presa fue construida más tarde por la Unión Soviética. Cuando Nasser nacionalizó el Canal de Suez en 1956, la Crisis de Suez estalló con Gran Bretaña y Francia amenazando con la guerra para retomar el control del canal y destituir a Nasser. Israel invadió Suez en octubre de 1956, y Gran Bretaña y Francia (en liga con Israel) enviaron tropas para apoderarse del canal. Al ejercer una fuerte presión diplomática y económica, la Gobierno de Eisenhower obligó a Gran Bretaña y Francia a retirarse pronto, lo que provocó un calentamiento de las relaciones entre los Estados Unidos y Egipto.

### 1973–2011

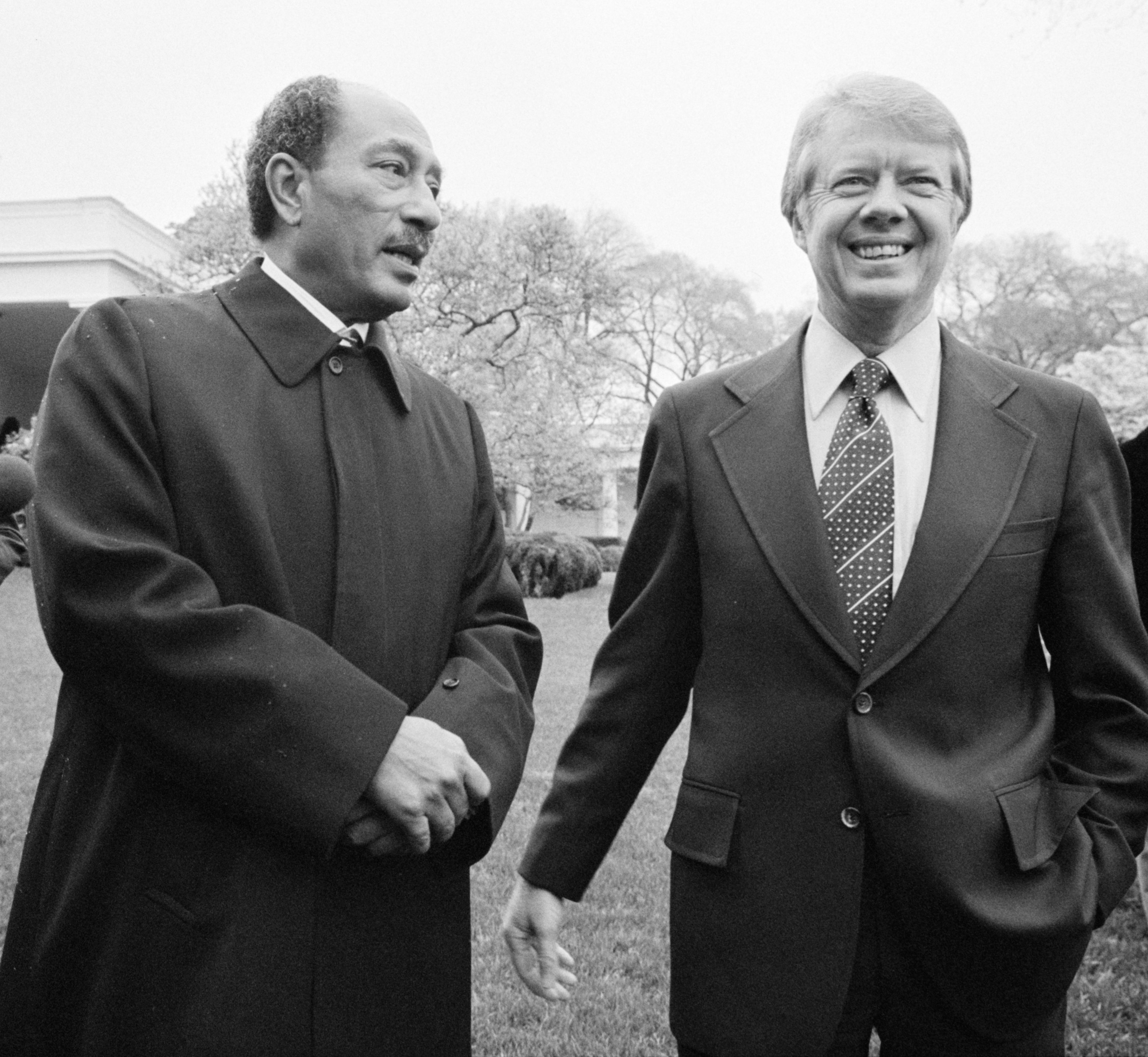
El presidente egipcio Anwar Sadat con el presidente estadounidense Jimmy Carter fuera de la Casa Blanca en 1977.

Después de la guerra de Yom Kipur de 1973, la política exterior egipcia comenzó a cambiar como resultado del cambio en el liderazgo de Egipto del ardiente Nasser al mucho más moderado Anwar Sadat y el proceso de paz emergente entre Egipto e Israel. . Sadat] se dio cuenta de que alcanzar un arreglo del conflicto árabe-israelí es una condición previa para el desarrollo egipcio. Para lograr este objetivo, Sadat se aventuró a mejorar las relaciones entre EE. UU. Y Egipto para fomentar un proceso de paz con Israel. Después de una pausa de siete años, ambos países restablecieron las relaciones diplomáticas normales el 28 de febrero de 1974.
Sadat pidió ayuda a Moscú, y Washington respondió ofreciendo ayuda financiera y tecnología más favorables. Las ventajas incluyeron la expulsión de 20,000 asesores soviéticos y la reapertura del Canal de Suez en Egipto, y fueron vistos por Nixon como "una inversión en paz".
Alentado por Washington, Sadat inició negociaciones con Israel, que resultaron especialmente en los Acuerdos de Camp David negociados por el presidente Jimmy Carter e hicieron la paz con Israel en un histórico tratado de paz en 1979. La política interna de Sadat, llamada 'Infitah', tenía como objetivo modernizar la economía y eliminar los controles de mano dura de Nasser. Sadat se dio cuenta de que la ayuda estadounidense era esencial para ese objetivo, y le permitió retirarse del conflicto israelí y seguir una política regional de paz.

#### Cooperación militar
Tras el tratado de paz con Israel, entre 1979 y 2003, Egipto adquirió aproximadamente $ 19 mil millones en ayuda militar, lo que convirtió a Egipto en el segundo mayor receptor de ayuda militar de los Estados Unidos que no pertenece a la OTAN después de Israel. Además, Egipto recibió alrededor de $ 30 mil millones en ayuda económica dentro del mismo período de tiempo. En 2009, los EE. UU. Proporcionaron una asistencia militar de US $ 1.3 mil millones (inflación ajustada en US $ 1.520 millones en 2019) y una asistencia económica de US $ 250 millones (inflación ajustada en US $ 292.0 millones en 2019).
En 1989, tanto Egipto como Israel se convirtieron en un aliado importante extra-OTAN de los Estados Unidos.
La cooperación militar entre los Estados Unidos y Egipto es probablemente el aspecto más fuerte de su asociación estratégica. General Anthony Zinni, el excomandante del Comando Central de los Estados Unidos (CENTCOM), una vez dijo: "Egipto es el país más importante en mi área de responsabilidad debido al acceso que me da a la región". Egipto también fue descrito durante la Administración Clinton como el jugador más prominente en el mundo árabe y un aliado clave de los Estados Unidos en el Medio Oriente. La asistencia militar de los Estados Unidos a Egipto se consideró parte de la estrategia de la administración para mantener la disponibilidad continua de los recursos energéticos del Golfo Pérsico y para asegurar el Canal de Suez, que sirve como una importante ruta internacional del petróleo y una ruta crítica para los buques de guerra estadounidenses que transitan entre el  Mediterráneo y el Océano Índico o el Golfo Pérsico.

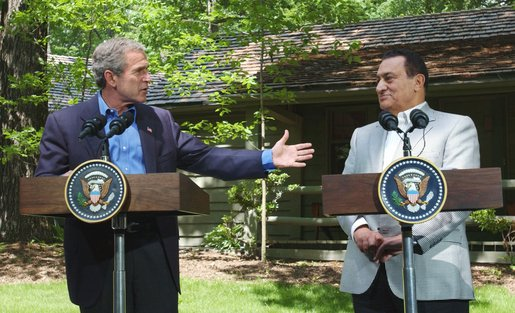
El presidente de los Estados Unidos George W. Bush con el presidente de Egipto Hosni Mubarak en el Camp David en 2002.

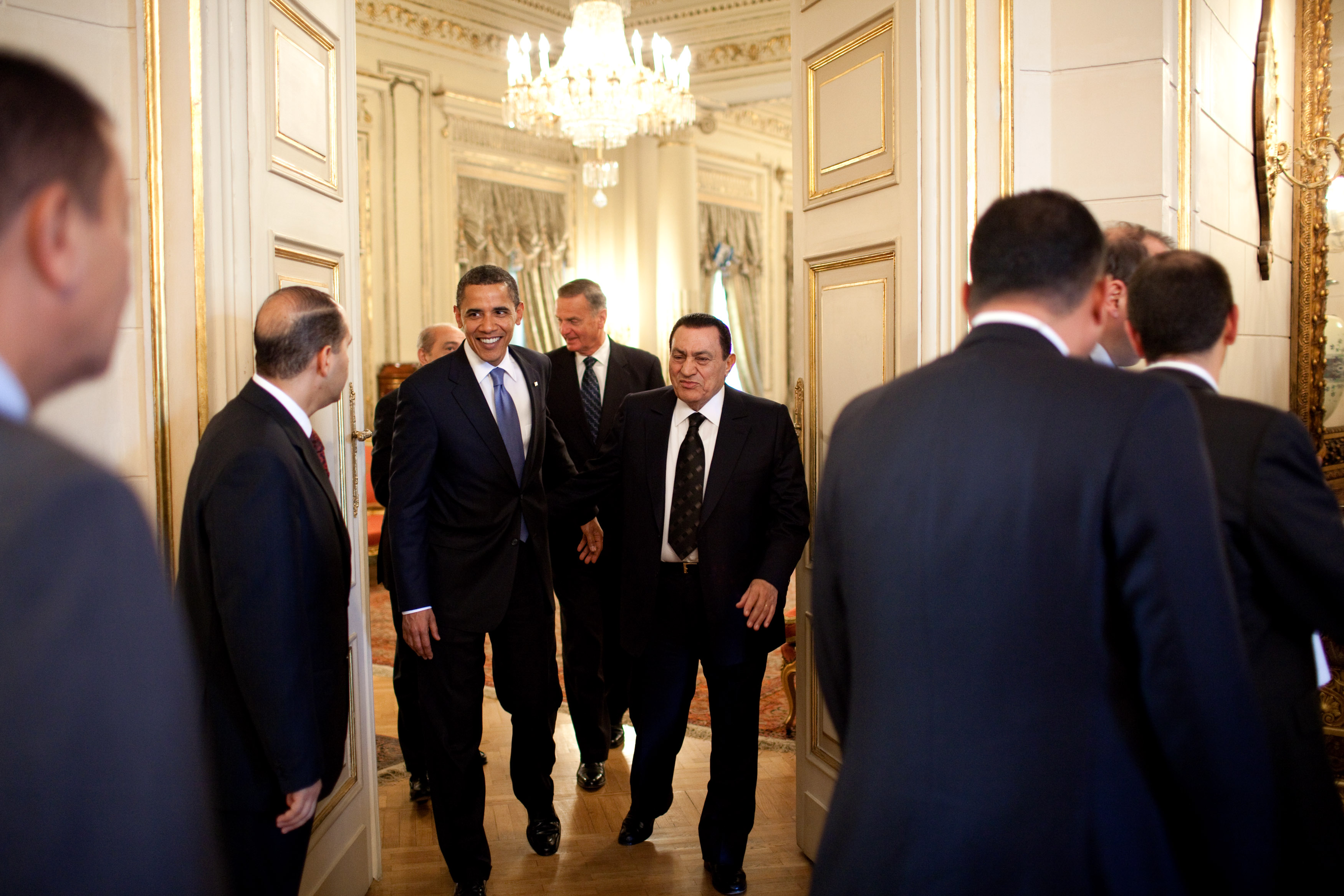
El presidente egipcio Mubarak con el presidente de Estados Unidos Barack Obama en El Cairo, Egipto, el 4 de junio de 2009.

Egipto es la potencia militar más fuerte del continente africano, y de acuerdo con el Centro anual de Jaffee para Estudios Estratégicos, el Balance Estratégico de Medio Oriente, el segundo más grande en el Medio Oriente, después de Israel.

#### Contraterrorismo
A pesar de las diferencias y los períodos de fricción en las relaciones entre los dos países, las relaciones entre EE. UU. Y Egipto bajo Mubarak habían evolucionado, pasando del proceso de paz de Medio Oriente hacia una amistad bilateral independiente. Fue en el interés de los Estados Unidos que Egipto pudo presentar una voz moderada en los consejos árabes y persuadir a otros estados árabes para que se unieran al proceso de paz y normalizar sus relaciones con los Estados Unidos.
Sin embargo, últimamente las relaciones entre egipcios y estadounidenses se han vuelto un poco tensas. Esto se debe en gran medida a la falta de voluntad de los egipcios para enviar tropas a Afganistán e Irak en misiones de estabilización de paz. Egipto respaldó firmemente a los Estados Unidos en su guerra contra el terrorismo internacional después de los ataques del 11 de septiembre de 2001, pero se negó a enviar tropas a Afganistán durante la guerra y después de esta. Egipto también se opuso a la intervención militar de Estados Unidos de marzo de 2003 en Irak. a través de su membresía en la Unión Africana y la Liga Árabe Continuó oponiéndose a la ocupación estadounidense del país después de la guerra y se negó a cumplir con las solicitudes de los Estados Unidos de enviar tropas al país incluso bajo un paraguas de la ONU.
El tema de la participación en los esfuerzos de construcción de la posguerra en Irak ha sido controvertido en Egipto y en el mundo árabe en general. Los opositores dicen que la guerra fue ilegal y que es necesario esperar hasta que Irak tenga un gobierno legal representativo para enfrentarla. Por otro lado, los partidarios de la participación argumentaron que la responsabilidad de proteger a los iraquíes y ayudarlos en tiempos de crisis debería prevalecer y guiar la acción egipcia en Irak, a pesar del hecho de que los iraquíes no están de acuerdo.
A partir de 2011, los funcionarios de EE. UU. citados en USA Today describieron a los militares y la seguridad egipcios como quienes compartieron "información valiosa" y brindaron otra "asistencia útil contra el terrorismo", en los años 80, 90 y "particularmente en la década". desde los ataques del 9/11 ". Bajo el presidente Hosni Mubarak y su jefe de inteligencia, Omar Suleiman, los Estados Unidos han tenido "una asociación importante" en el contraterrorismo.
Cuando EE. UU. hizo recortes en la ayuda militar a Egipto tras el derrocamiento de Mohamed Morsi y la represión del movimiento de la Hermandad Musulmana, continuó financiando actividades de contraterrorismo, seguridad de fronteras y operaciones de seguridad. en la península Sinaí y Franja de Gaza, considerado muy importante para la seguridad de Israel.

## Revolución egipcia 2011 y consecuencias
Durante la revolución egipcia de 2011, los principales funcionarios del gobierno de los EE. UU. instaron a Hosni Mubarak ya su gobierno a reformar, a abstenerse de utilizar la violencia ya respetar los derechos de los manifestantes, como el derecho de reunión y asociación pacíficas. Los lazos entre los dos países se pusieron tensos después de que los soldados y la policía egipcios allanaron 17 oficinas de ONG locales y extranjeras, incluido el Instituto Republicano Internacional (IRI), el Instituto Democrático Nacional (NDI), Freedom House y la Fundación alemana Konrad-Adenauer el 29 de diciembre. , 2011 por denuncias de financiación ilegal desde el exterior. Estados Unidos condenó las redadas como un ataque a los valores democráticos. y amenazó con detener los $ 1.3 mil millones en ayuda militar y alrededor de $ 250 millones en ayuda económica que Washington le da a Egipto cada año pero esta amenaza fue rechazada por el gobierno egipcio. 43 NGO members incluyendo a Sam LaHood, hijo del Secretario de Transporte de los Estados Unidos Ray LaHood, y Nancy Okail, entonces directora residente de las operaciones de la ONG con sede en los Estados Unidos Freedom House en Egipto, fueron acusadas de obtener fondos internacionales ilegalmente y no registrarse con el gobierno egipcio. Después de una apelación de los acusados, el caso había sido cambiado de un tribunal penal a uno por delitos menores, donde la pena máxima era una multa y no una pena de prisión. Después de levantar una prohibición de viaje a 17 miembros extranjeros de ONG, entre ellos 9 estadounidenses, Estados Unidos y Egipto comenzaron a reparar sus relaciones. Sin embargo, el 11 de septiembre de 2012 (el 11 aniversario de los ataques del 11 de septiembre) manifestantes egipcios asaltaron la Embajada de los Estados Unidos (Embajada de los Estados Unidos) en El Cairo, derribaron la Bandera estadounidense y la reemplazó con una bandera con símbolos islámicos, para burlarse de los estadounidenses después de una película antiislámica denigrando al profeta islámico, Muhammad, recibió un disparo en los Estados Unidos y fue lanzado en Internet.

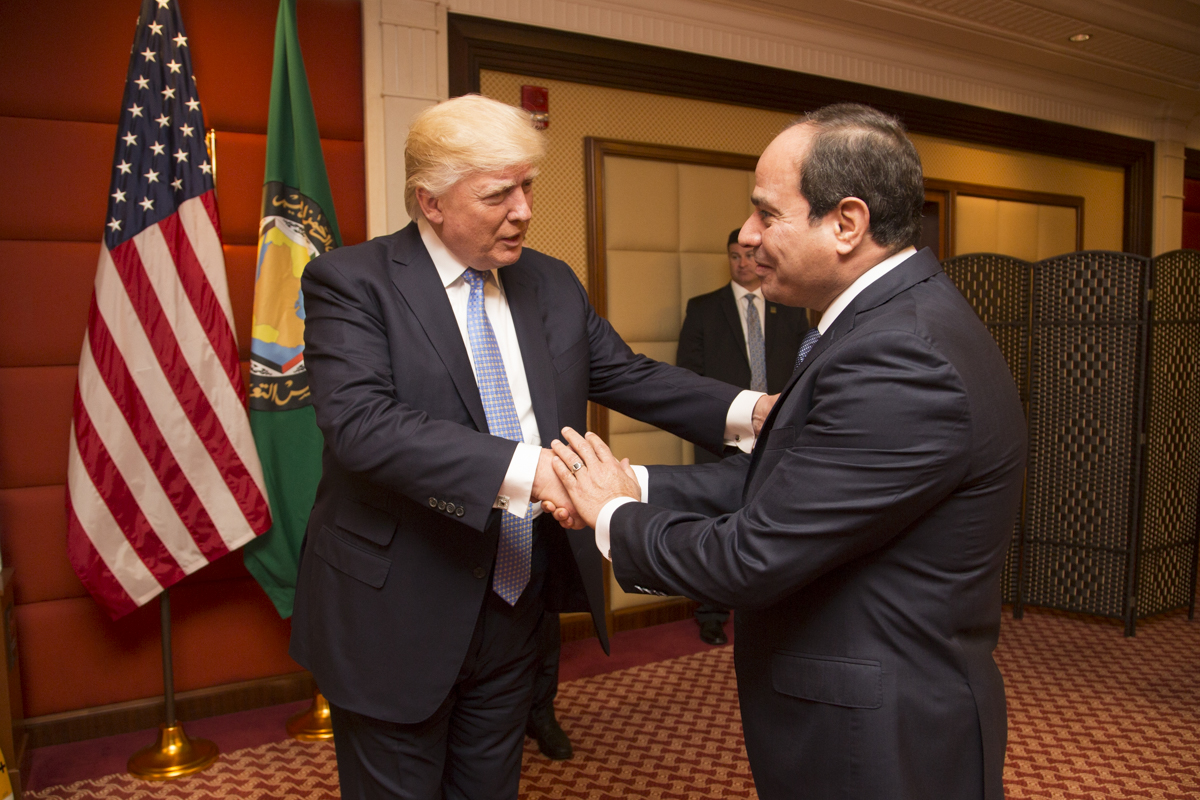
El presidente Donald Trump saluda al presidente de Egipto, Abd El-Fattah El-Sisi, mayo de 2017

En noviembre de 2012, Barack Obama, por primera vez desde que Egipto firmó el tratado de paz con Israel, declaró que Estados Unidos no considera al gobierno liderado por los islamistas de Egipto como un aliado o un enemigo. En otro incidente, el general Martin Dempsey dijo que los vínculos militares entre EE. UU. y Egipto dependerán de las acciones de Egipto hacia Israel. Dijo en junio de 2012; "Los líderes egipcios saludarán a un presidente civil por primera vez ... y luego volverán al cuartel. Pero no creo que vaya a estar tan limpio como eso. Es por eso que queremos mantenernos comprometidos con ellos ... no [para] dar forma o influenciar, pero simplemente estar allí como socio para ayudarles a entender sus nuevas responsabilidades ".
Los lazos entre los dos países se han agriado temporalmente desde el derrocamiento del presidente egipcio Mohamed Morsi el 3 de julio de 2013, que siguió a un levantamiento masivo contra Morsi. El gobierno de Obama denunció los intentos egipcios de combatir a la Hermandad Musulmana y sus partidarios, cancelando los futuros ejercicios militares y deteniendo la entrega de  F-16 jet combaters y  AH-64 Apache helicópteros de ataque a las Fuerzas Armadas egipcias. El sentimiento popular entre los egipcios seculares hacia Estados Unidos se ha visto afectado negativamente por las teorías de conspiración que afirman que los Estados Unidos ayudaron a la impopular Hermandad Musulmana a alcanzar el poder—así como la política de tolerancia del gobierno de Obama hacia la Hermandad Musulmana y la pasada presidencia de Morsi. Sin embargo, en una noticia de 2014, BBC informó que "EE. UU. Reveló que liberó $ 575 millones (£ 338 millones) en ayuda militar a Egipto que se había congelado desde la destitución del presidente Mohammed Morsi el año pasado". A pesar de la prohibición de viaje del presidente Trump a países vecinos y otros de mayoría musulmana, se espera que las relaciones entre Egipto y Estados Unidos sean cálidas.

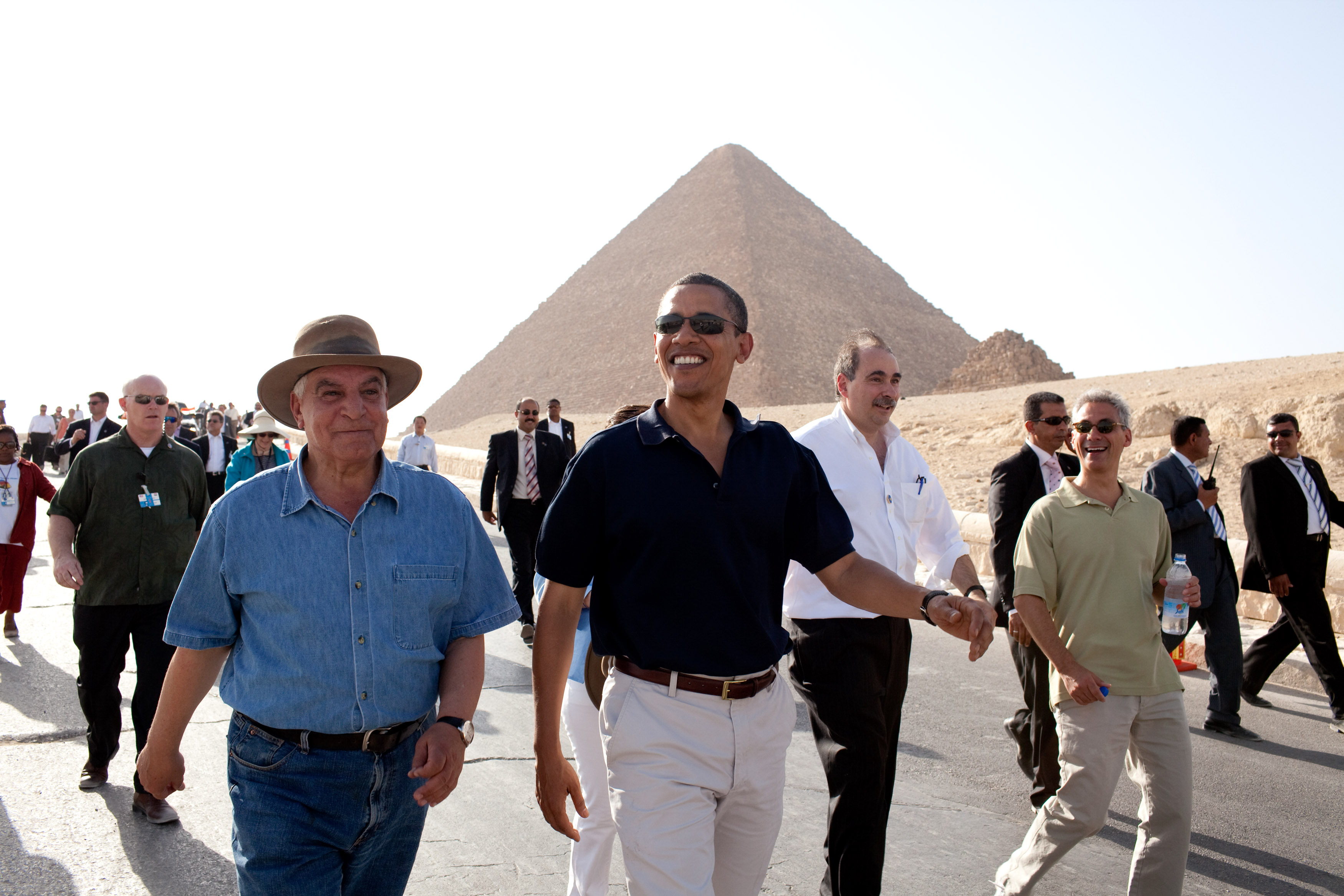
El Presidente de los Estados Unidos Barack Obama recorre las Pirámides durante su famoso  El discurso de El Cairo sobre un "cambio" en las relaciones de Estados Unidos con el mundo islámico, junio de 2009.
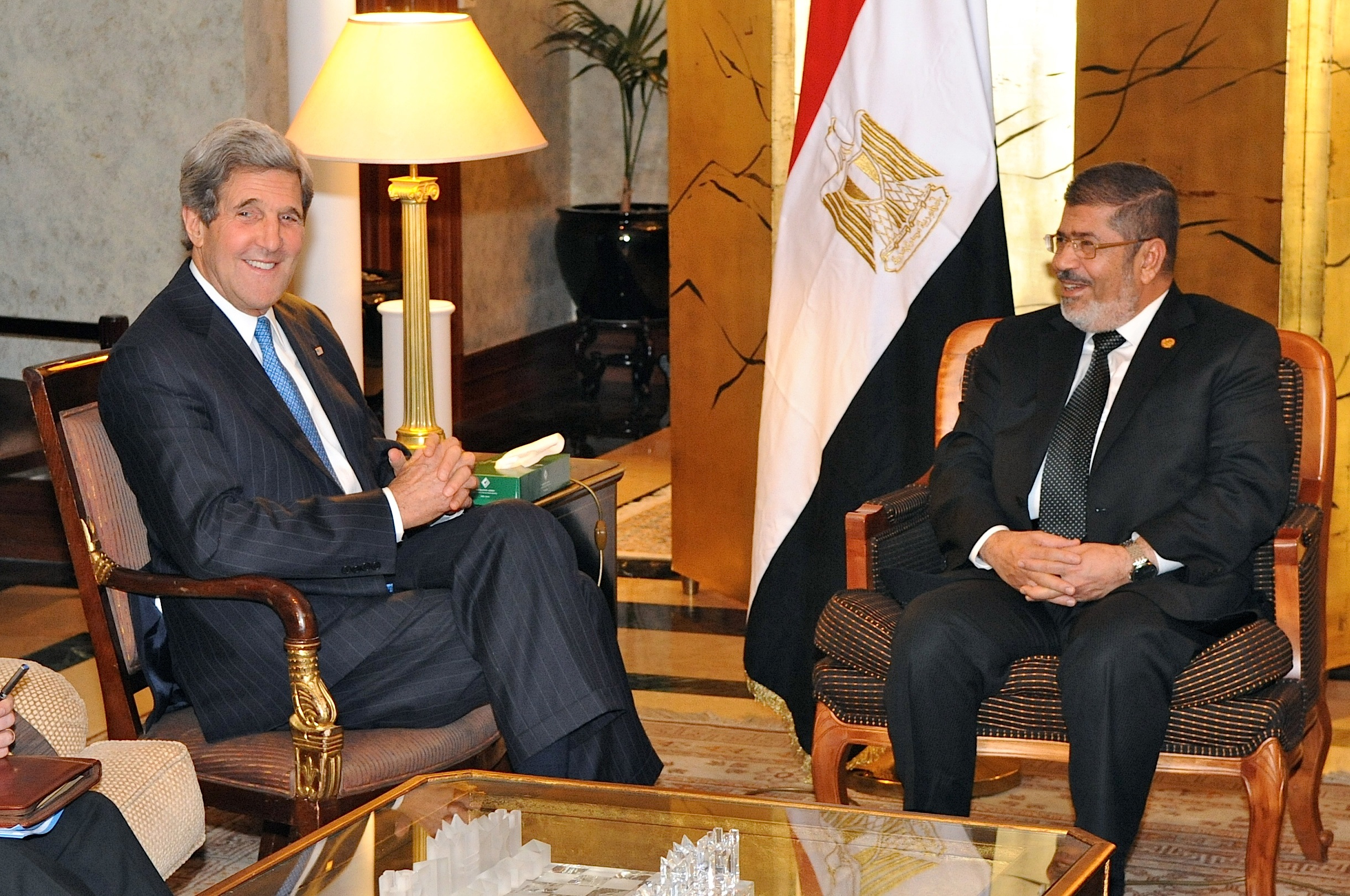
El Presidente de los Estados Unidos Barack Obama recorre las Pirámides durante su famoso El discurso de El Cairo sobre un "cambio" en las relaciones de Estados Unidos con el mundo islámico, junio de 2009.
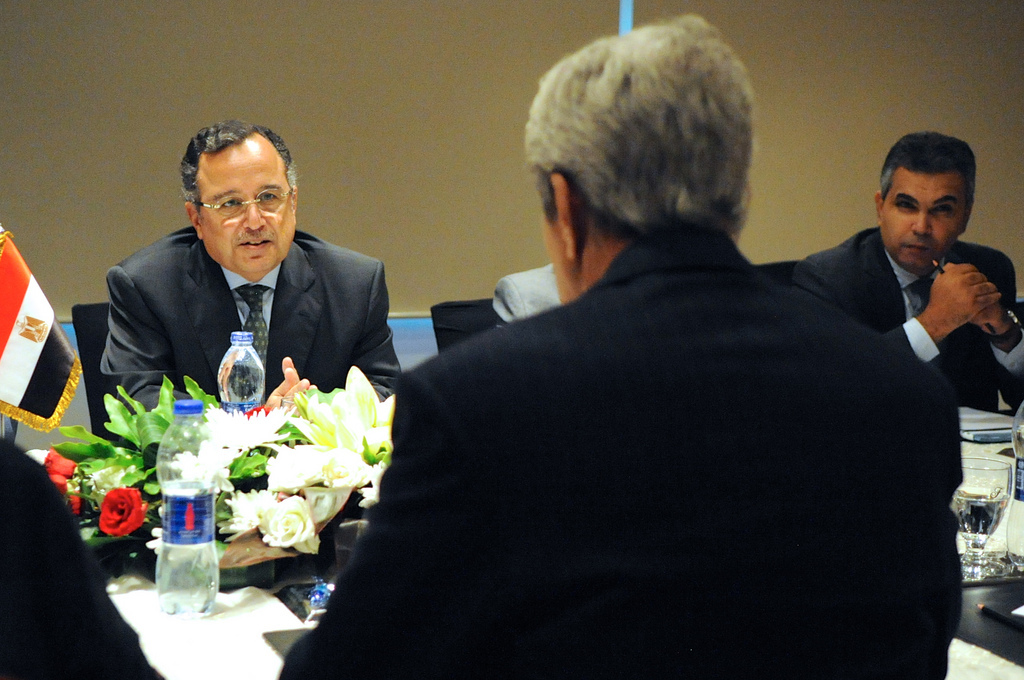
El 3 de noviembre de 2013, el secretario Kerry habló con el ministro de Relaciones Exteriores de Egipto, Nabil Fahmy, del gobierno interino (que se instaló después del derrocamiento de Morsi hasta que se pudieran celebrar más elecciones).
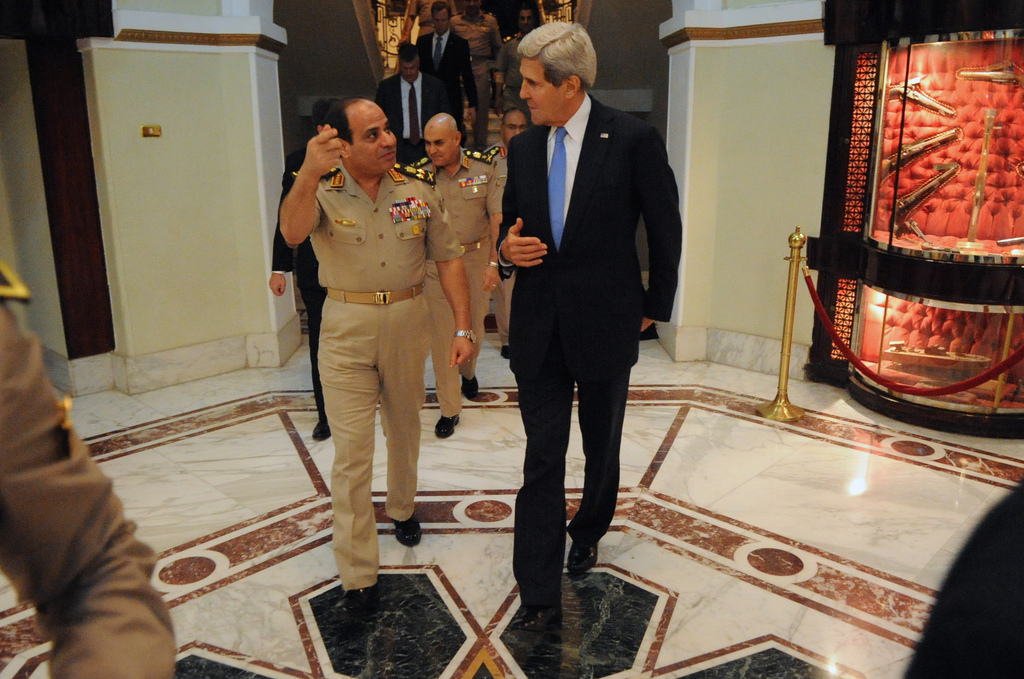
El secretario Kerry se despide del entonces ministro de Defensa egipcio, el general Abdel Fattah el-Sisi, que era el comandante en jefe de las Fuerzas Armadas egipcias.